# Campeonato Panamenho de Futebol
A Liga Panameña de Fútbol (pt: Liga Panamenha de Futebol), até o início de 2009 conhecida como ANAPROF, e oficialmente, por motivos de patrocinio, Liga Cable Onda LPF, é a divisão de elite do futebol do Panamá. O campeonato se divide nas fases de Apertura e Clausura, nas quais participam dez equipes e cada uma delas coroa um campeão nacional. Neste torneio competem clubes de todo o país, da Provincia de Panamá, Colón e também do interior do país como Chiriquí, Veraguas. Está sob a direção da Federação Panamenha de Futebol e é inteiramente gerida pela Prodena (Proyectos Deportivos Nacionales).

## Equipes Fundadoras
| Equipes fundadoras da ANAPROF |
| Plaza Amador                  |
| Deportivo La Previsora        |
| Euro Kickers                  |
| Tauro                         |
| Deportivo Perú AFC            |
| Chirilanco                    |

## Os clássicos
Os maiores clássicos do país são:
- El Superclásico Nacional, disputado entre o Tauro e o Plaza Amador, equipes mais populares do país, sendo a primeira partida pela liga aconteceu no dia 26 de fevereiro de 1988.[1]
- El clásico del pueblo, entre Chorrillo e o  Plaza Amador, partida realizada entre dois clubes populares e de bairros próximos da capital do Panamá.
- El Derby Chorrerano, entre San Francisco e o CA Independiente.
- Novas partida veme ganhando ares de clássico como  Tauro x San Francisco, Árabe Unido x San Francisco e Árabe Unido x Tauro.

## Equipes que disputaram a primeira divisão desde 1988
| Equipes                  | Disputa na Primeira Divisião | Primera participacão | Ultimo Rebaixamento | Retorno          | Atualmente joga na   |
| ------------------------ | ---------------------------- | -------------------- | ------------------- | ---------------- | -------------------- |
| Plaza Amador             | 41                           | 1988                 | -                   |                  | LPF                  |
| Tauro                    | 41                           | 1988                 | -                   | -                | LPF                  |
| San Francisco            | 37                           | 1992                 | -                   |                  | LPF                  |
| Alianza                  | 35                           | 1989                 | 1993                | 2000-2001        | LPF                  |
| Árabe Unido              | 33                           | 1996-1997            | -                   |                  | LPF                  |
| Sporting                 | 32                           | 1997-1998            | -                   |                  | LPF                  |
| Chorrillo                | 28                           | Apertura de 2001     | -                   |                  | LPF                  |
| Atlético Veragüense      | 19                           | Apertura de 2002     | Clausura de 2011    | -                | Série B              |
| Atlético Chiriquí        | 18                           | Apertura de 2005     | Clausura de 2013    | Apertura de 2014 | LPF                  |
| Chepo                    | 16                           | Apertura de 2007     | -                   | -                | LPF                  |
| Panamá Viejo             | 13                           | 1991                 | Clausura de 2001    | -                | Fusão com Tauro FC   |
| Pan de Azúcar            | 12                           | 1989                 | Clausura de 2004    | -                | CRF                  |
| Euro Kickers             | 12                           | 1988                 | 2000-2001           | -                | Extinto              |
| Atlético Nacional        | 9                            | 1995-1996            | Clausura de 2001    | -                | Expulso              |
| Chiriquí                 | 9                            | 1995-1996            | Clausura 2001       | -                | Extinto              |
| Projusa                  | 5                            | 1993                 | 1997-1998           | -                | Expulso              |
| Rio Abajo                | 4                            | Apertura de 2012     | Clausura de 2014    | -                | Série B              |
| Colón river              | 4                            | Apertura de 2004     | Clausura de 2005    | -                | Extinto              |
| Desportivo               | 4                            | 1988                 | 1991                | -                | Agora San Francisco  |
| Independiente            | 3                            | Apertura de 2013     | -                   | -                | LPF                  |
| Sporting de Colón        | 3                            | 1991                 | 1993                | -                | Extinto              |
| Deportivo Perú AFC       | 3                            | 1988                 | 1990                | -                | -                    |
| Unión                    | 2                            | 1989                 | 1990                | -                | Extinto              |
| AD Orión                 | 2                            | 1995-1996            | 1995-1996           | -                | CRF                  |
| Independiente Santa Fe   | 2                            | 1990                 | 1992                | -                | Extinto              |
| SD Atlético Nacional     | 2                            | Apertura de 2006     | Clausura de 2006    | -                | Série B              |
| Colón C-3                | 2                            | Apertura de 2011     | Clausura de 2012    | -                | Série B              |
| Concordia                | 1                            | 1993                 | 1993                | -                | Fusão com o Tauro FC |
| Deportivo M y M          | 1                            | 1992                 | 1994-1995           | -                | Extinto              |
| Cosmos                   | 1                            | 1996-1997            | 1996-1997           | -                | Extinto              |
| Chirilanco               | 1                            | 1988                 | 1988                | -                | Extinto              |
| Ejecutivo Jrs.           | 1                            | 1997-1998            | 1997-1998           | -                | Extinto              |
| Atlético Municipal Colón | 1                            | 1999-2000            | 1999-2000           | -                | Extinto              |

## Clubes de 2014-2015
| Clube                  | Cidade           | 1º ano na Série | Nº de Edições | Nº de Títulos | Estádio                         | Capacidade |
| Alianza                | Cidade do Panamá | 1989            | 28            | 0             | Estádio Luis Ernesto Tapia      | 900        |
| Árabe Unido            | Colón            | 1996            | 28            | 7             | Estádio Armando Dely Valdes     | 4 000      |
| Chepo                  | Chepo            | 2006            | 10            | 0             | Estádio Luis Ernesto Tapia      | 900        |
| Atlético Chiriquí      | David            | 2005            | 16            | 0             | Estádio San Cristóbal           | 2 500      |
| CAI La Chorrera        | La Chorrera      | 2013            | 2             | 0             | Estádio Agustín Muquita Sánchez | 8 000      |
| Chorrillo              | Cidade do Panamá | 2001            | 22            | 2             | Estádio Javier Cruz             | 2 500      |
| Plaza Amador           | Cidade do Panamá | 1988            | 35            | 5             | Estádio Javier Cruz             | 2 500      |
| San Francisco          | La Chorrera      | 1988            | 35            | 8             | Estádio Agustín Muquita Sánchez | 8 000      |
| Sporting San Miguelito | San Miguelito    | 1997            | 26            | 0             | Estádio Luis Ernesto Tapia      | 900        |
| Tauro                  | Cidade do Panamá | 1988            | 35            | 10            | Estádio Luis Ernesto Tapia      | c          |

## Campeões
| Ano                            | N.º                            | Campeão                                  | Resultado                                | Vice-campeão                             | Equipes                                  |
| Asociación Nacional Pro Fútbol | Asociación Nacional Pro Fútbol | Asociación Nacional Pro Fútbol           | Asociación Nacional Pro Fútbol           | Asociación Nacional Pro Fútbol           | Asociación Nacional Pro Fútbol           |
| ------------------------------ | ------------------------------ | ---------------------------------------- | ---------------------------------------- | ---------------------------------------- | ---------------------------------------- |
| 1988                           | 1°                             | Plaza Amador                             | Todos contra todos                       | La Previsora                             | 6                                        |
| 1989                           | 2°                             | Tauro                                    | Todos contra todos                       | La Previsora                             | 8                                        |
| 1990                           | 3°                             | Plaza Amador                             | Todos contra todos                       | Tauro                                    | 10                                       |
| 1991                           | 4°                             | Tauro                                    | Todos contra todos                       | Euro Kickers                             | 8                                        |
| 1992                           | 5°                             | Plaza Amador                             | Todos contra todos                       | Sporting Colón                           | 10                                       |
| 1993                           | 6°                             | Plaza Amador                             | Todos contra todos                       | Projusa                                  | 11                                       |
| LINFUNA 1994                   | 1°                             | Árabe Unido                              | * - *                                    | Cosmos                                   | 10                                       |
| 1994-95                        | 7°                             | San Francisco                            | 1 - 0                                    | Tauro                                    | 8                                        |
| LINFUNA 1995                   | 2°                             | Árabe Unido                              | * - *                                    | Projusa                                  | 10                                       |
| 1995-96                        | 8°                             | San Francisco                            | 1:1* (4:3 pen.)                          | Plaza Amador                             | 10                                       |
| 1996-97                        | 9°                             | Tauro                                    | 1:0                                      | Euro Kickers                             | 12                                       |
| 1997-98                        | 10°                            | Tauro                                    | 1:0                                      | Árabe Unido                              | 12                                       |
| 1998-99                        | 11°                            | Árabe Unido                              | 3:0                                      | Tauro                                    | 10                                       |
| 1999-00                        | 12°                            | Tauro                                    | 2:0                                      | Plaza Amador                             | 10                                       |
| 2000-01                        | 13°                            | Panamá Viejo                             | 4:3**                                    | Tauro                                    | 10                                       |
| 2001 (A)                       | 14°                            | Árabe Unido                              | 3:0                                      | San Francisco                            | 10                                       |
| 2001 (C)                       | 15°                            | Árabe Unido                              | 0:0* (3:2 pen.)                          | Plaza Amador                             | 10                                       |
| 2002 (A)                       | 16°                            | Árabe Unido                              | 2:0                                      | San Francisco                            | 8                                        |
| 2002 (C)                       | 17°                            | Plaza Amador                             | 2:1 e 0:1* (4:1 pen.)                    | Tauro                                    | 8                                        |
| 2003 (A)                       | 18°                            | Tauro                                    | 2:2 e 4:1                                | Árabe Unido                              | 8                                        |
| 2003 (C)                       | 19°                            | Tauro                                    | 5:1                                      | Alianza                                  | 8                                        |
| 2004 (A)                       | 20°                            | Árabe Unido                              | 1:0                                      | Plaza Amador                             | 10                                       |
| 2004 (C)                       | 21°                            | Árabe Unido                              | 1:1 e 5:3                                | San Francisco                            | 10                                       |
| 2005 (A)                       | 22°                            | Plaza Amador                             | 3:1                                      | Árabe Unido                              | 10                                       |
| 2005 (C)                       | 23°                            | San Francisco                            | 2:0                                      | Atlético Veragüense                      | 10                                       |
| 2006 (A)                       | 24°                            | San Francisco                            | 3:0                                      | Plaza Amador                             | 10                                       |
| 2006 (C)                       | 25°                            | Tauro                                    | 2:0                                      | Árabe Unido                              | 10                                       |
| 2007 (A)                       | 26°                            | Tauro                                    | 2:0                                      | San Francisco                            | 10                                       |
| 2007 (C)                       | 27°                            | San Francisco                            | 0:0* (4:2 pen.)                          | Árabe Unido                              | 10                                       |
| 2008 (A)                       | 28°                            | San Francisco                            | 3:1**                                    | Tauro                                    | 10                                       |
| 2008 (C)                       | 29°                            | Árabe Unido                              | 3:2**                                    | Tauro                                    | 10                                       |
| 2009 (A)                       | 30°                            | San Francisco                            | 0:0* (5:4 pen.)                          | Chorrillo                                | 10                                       |
| Liga Panameña de Fútbol        |                                |                                          |                                          |                                          |                                          |
| 2009 (A)                       | 31°                            | Árabe Unido                              | 3:2                                      | Tauro                                    | 10                                       |
| 2010 (C)                       | 32°                            | Árabe Unido                              | 1:0                                      | San Francisco                            | 10                                       |
| 2010 (A)                       | 33°                            | Tauro                                    | 1:0                                      | San Francisco                            | 10                                       |
| 2011 (C)                       | 34°                            | San Francisco                            | 3:2**                                    | Chorrillo                                | 10                                       |
| 2011 (A)                       | 35°                            | Chorrillo                                | 4:1                                      | Plaza Amador                             | 10                                       |
| 2012 (C)                       | 36°                            | Tauro                                    | 2:1                                      | Chepo                                    | 10                                       |
| 2012 (A)                       | 37°                            | Árabe Unido                              | 4:1                                      | Chepo                                    | 10                                       |
| 2013 (C)                       | 38°                            | Sporting San Miguelito                   | 4:1                                      | San Francisco                            | 10                                       |
| 2013 (A)                       | 39°                            | Tauro                                    | 1:0                                      | San Francisco                            | 10                                       |
| 2014 (C)                       | 40°                            | Chorrillo                                | 1:0                                      | Río Abajo                                | 10                                       |
| 2014 (A)                       | 41°                            | San Francisco                            | 1:0                                      | Sporting San Miguelito                   | 10                                       |
| 2015 (C)                       | 42°                            | Árabe Unido                              | 2:1                                      | Independiente                            | 10                                       |
| 2015 (A)                       | 43°                            | Árabe Unido                              | 1:1* (3:0 pen.)                          | Chorrillo                                | 10                                       |
| 2016 (C)                       | 44°                            | Plaza Amador                             | 1:0                                      | Chorrillo                                | 10                                       |
| 2016 (A)                       | 45°                            | Árabe Unido                              | 2:0                                      | Plaza Amador                             | 10                                       |
| 2017 (C)                       | 46°                            | Tauro                                    | 1:0                                      | Árabe Unido                              | 10                                       |
| 2017 (A)                       | 47°                            | Chorrillo                                | 5:1                                      | Árabe Unido                              | 10                                       |
| 2018 (C)                       | 48°                            | Independiente                            | 1:0                                      | Tauro                                    | 10                                       |
| 2018 (A)                       | 49°                            | Tauro                                    | 2:1**                                    | Costa del Este                           | 10                                       |
| 2019 (C)                       | 50°                            | Independiente                            | 1:1* (4:1 pen.)                          | San Francisco                            | 10                                       |
| 2019 (A)                       | 51°                            | Tauro                                    | 2:0                                      | Costa del Este                           | 10                                       |
| 2020 (A)                       | 52°                            | Cancelado devido a pandemia do COVID-19. | Cancelado devido a pandemia do COVID-19. | Cancelado devido a pandemia do COVID-19. | Cancelado devido a pandemia do COVID-19. |
| 2020 (C)                       | 53°                            | Independiente                            | 3:1                                      | San Francisco                            | 10                                       |

## Títulos por clube

### Goleadores
| Time                         | Campeões | Vice-Campeões | Ano do Campeonato                                                                                   |
| ---------------------------- | -------- | ------------- | --------------------------------------------------------------------------------------------------- |
| Árabe Unido                  | 15       | 7             | (1994, 1995, 1998-99, 2001, 2001, 2002, 2004, 2004, 2008, 2009, 2010, 2012, 2015, 2015, 2016)       |
| Tauro                        | 15       | 9             | (1989, 1991, 1996-97, 1997-98, 1999-00, 2003, 2003, 2006, 2007, 2010, 2012, 2013, 2017, 2018, 2019) |
| San Francisco                | 9        | 10            | (1994-95, 1995-96, 2005, 2006, 2007, 2008, 2009, 2011, 2014)                                        |
| Plaza Amador                 | 7        | 7             | (1988, 1990, 1992, 2002, 2005, 2016, 2021)                                                          |
| Chorrillo                    | 3        | 4             | (2011, 2014, 2017)                                                                                  |
| Euro Kickers                 | 1        | 2             | 1993                                                                                                |
| Sporting San Miguelito       | 1        | 0             | 2013                                                                                                |
| Independiente de La Chorrera | 3        | 1             | 2018, 2019, 2020                                                                                    |
| Panamá Viejo                 | 1        | 0             | 2000-01                                                                                             |

| Ano      | Jogador                                 | Equipe                               | Gols |
| -------- | --------------------------------------- | ------------------------------------ | ---- |
| 1988     | Miguel Tello                            | Plaza Amador                         | 13   |
| 1989     | Alonso Pacheco                          | Deportivo La Previsora               | 18   |
| 1990     | José Ardines                            | Euro Kickers                         | 26   |
| 1991     | José Ardines                            | Euro Kickers                         | 13   |
| 1992     | José Ardines                            | Euro Kickers                         | 20   |
| 1993     | José Ardines                            | Euro Kickers                         | 12   |
| 1994-95  | José Ardines                            | Euro Kickers                         | 20   |
| 1995-96  | José Ardines                            | Euro Kickers                         | 25   |
| 1996-97  | Patricio Guevara                        | Tauro                                | 22   |
| 1997-98  | Luis Calamaris                          | San Francisco                        | 21   |
| 1998-99  | Luis Calamaris                          | San Francisco                        | 18   |
| 1999-00  | René Mendieta                           | Tauro                                | 15   |
| 2000-01  | Luis Parra Alberto Cerezo               | Tauro CD Árabe Unido\|\|16           |      |
| 2001 (a) | Ricardo Phillips                        | Panamá Viejo                         | 13   |
| 2001 (c) | Roberto Brown                           | San Francisco                        | 13   |
| 2002 (a) | Gabriel de los Rios                     | Alianza                              | 7    |
| 2002 (c) | Anel Canales                            | Tauro                                | 10   |
| 2003 (a) | Anel Canales                            | San Francisco                        | 11   |
| 2003 (c) | Hector Nazarith Wilson Zuñiga           | Tauro Alianza                        | 9    |
| 2004 (a) | Jorge Dely Valdes                       | Árabe Unido                          | 12   |
| 2004 (c) | Alberto Zapata Victor René Mendieta Jr. | Alianza San Francisco                | 16   |
| 2005 (a) | Jorge Dely Valdes                       | Árabe Unido                          | 11   |
| 2005 (c) | Jorge Dely Valdes                       | Árabe Unido                          | 13   |
| 2006 (a) | Luis Tejada                             | Plaza Amador                         | 11   |
| 2006 (c) | Cesar Medina                            | Alianza                              | 12   |
| 2007 (a) | Edwin Aguilar                           | Tauro                                | 14   |
| 2007 (c) | Gabriel Torres Orlando Rodríguez        | Chepo CD Árabe Unido                 | 9    |
| 2008 (a) | Cesar Medina                            | Alianza                              | 12   |
| 2008 (c) | Orlando Rodríguez                       | Árabe Unido                          | 18   |
| 2009 (a) | Edwin Aguilar                           | Tauro                                | 17   |
| 2009 (a) | Armando Polo                            | Sporting San Miguelito               | 12   |
| 2010 (c) | Johan de Ávila                          | San Francisco                        | 10   |
| 2010 (a) | Gabriel Ríos                            | Atlético Chiriquí                    | 8    |
| 2011 (c) | Boris Alfaro Brunette Hay               | San Francisco Sporting San Miguelito | 9    |
| 2011 (a) | Cesar Medina Delano Welch               | Alianza Chepo                        | 8    |
| 2012 (c) | Luis Gabriel Renteria                   | Tauro FC                             | 11   |
| 2012 (a) | Jorman Aguilar                          | Rio Abajo FC                         | 10   |
| 2013 (c) | Ricardo Mauricio Clarke                 | Sporting San Miguelito               | 10   |
| 2013 (a) | Ernesto Sinclair                        | CA Independiente                     | 8    |
| 2014 (c) | Carlos Small                            | Sporting San Miguelito               | 10   |
| 2014 (a) | Jose Gonzales Yairo Yau                 | Árabe Unido Sporting San Miguelito   | 8    |

## Maiores artilheiros
collapse;"

| Nº | Jogador          | País   | Gols |
| -- | ---------------- | ------ | ---- |
| 1  | Jose Ardines     | Panamá | 197  |
| 2  | César Medina     | Panamá | 102  |
| 3  | Abad Abrego      | Panamá | 85   |
| 4  | Rubén Guevara    | Panamá | 80   |
| 5  | Patricio Guevara | Panamá | '    |
| 6  | Neftali Díaz     | Panamá | '    |
| 7  | Carlos Maldonado | Panamá | '    |
| 8  | Rolando Botello  | Panamá | '    |
| 9  | Agustín Castillo | Panamá | '    |
| 10 | Hernán Lorenzo   | Panamá | '    |
| 11 | Luis Calamaris   | Panamá | '    |

## Goleiros menos vazados
| Ano      | Jogador             | Equipe                 |
| -------- | ------------------- | ---------------------- |
| 2011 (a) | José Calderón       | Chepo                  |
| 2012 (a) | Alex Raúl Rodríguez | Sporting San Miguelito |
| 2013 (c) | Alex Raúl Rodríguez | Sporting San Miguelito |
| 2013 (a) | Carlos Valdés       | Chepo                  |
| 2014 (c) | Vladimir Vargas     | Plaza Amador           |
| 2014 (a) | Junior Torres       | Chorrillo              |